# 別叫我總理
《別叫我總理》（総理と呼ばないで）是日本的富士電視台製播的連續劇，播出時間是1997年4月8日—6月17日每星期二晚上9時。英文標題為《FAREWELL, MR. PREMIER》。

## 簡介
本劇是三谷幸喜所執筆，第二部以田村正和為主角的連續劇（第一部是「古畑任三郎」）。田村正和在本劇演出一個無能的政治家、對家庭方面也不行的父親，甚至是史上評價最低劣的總理大臣。本劇的作曲者是服部隆之。
故事發生的地點是架空國家，劇中的角色都沒有名字，都是以頭銜來稱呼。故事開始時總理大臣支持率直直落、喪失人氣，以致於人民暴動，使原本的官房長官負傷離職，總理不得不指派一位新任的官房長官，而他選中的對象竟然是他女兒的家教。劇中筒井道隆所飾演的官房長官在當時的日本是超級異例，因為他不但是個平民老百姓，年紀又只有二十多歲；官房長官出身民間又很年輕，在國內可說是首見，於是招來了全國人民的不信任，全劇的故事也就由此展開。

## 角色
- 總理大臣 - 田村正和
支持率近乎零，史上最差的內閣總理大臣。
- 總理夫人 - 鈴木保奈美
總理的第二任妻子，史上最任性最差的第一夫人。
- 官房長官 - 筒井道隆
青年長官，原本是總理千金的家教。
- 女僕 - 鶴田真由
長相甜美可愛、個性純真傻氣、但差點被總理性騷擾的女僕，曾經在夫人離家出走時奉命假冒夫人。
- 副總理 - 藤村俊二
常常處於睡覺狀態的人，因為內閣沒有人氣，以致於人手不足，被迫兼任外務大臣與農水大臣。
- 首席秘書官 - 西村雅彥
超級有能力與才幹的人士，嚴格來說，他的實力凌駕於現任內閣，而且相當忠心。單身漢，似乎暗戀總理夫人。
- 總理千金 - 佐藤藍子
總理與前妻的女兒，重考生，總理一直希望她能考上政治系以繼承家業，但她卻夢想成為女演員，私下加入小劇團。
- 官邸傭人 - 小松正夫
平日沉默寡言，對總理的事也沒什麼興趣。
- 廚娘 - 松金米子
常常以旁觀者的立場與總理對立與發脾氣，個性強勢。
- 畫師 - 小林隆
專職為總理畫肖像的畫家，但常常因為對作品不滿意而把畫毀掉，最後在這一任總理離職時只畫出他的半幅肖像。
- 私人顧問 - 篠井英介
有些娘娘腔的男性，是總理一家的私人顧問兼傭人。
- - 二瓶正也
對總理的事情相當厭惡又不得不恪守職務的人。
- 總理大臣補佐官 - 小林勝也
對總理之事相當支持的男性，但是因為他的關係，最後竟然置總理到山窮水盡的地步，終使總理被迫下台。
- 主任秘書官 - 戶田惠子
頗有能力的秘書官，她和首席秘書官兩人的能力都超越於現任內閣。
- 事務秘書官 - 相澤友子
老實的女秘書。
- 官房事務副長官 - 仲本工事
全國最官僚的人士。
- 官房政務副長官 - 田山涼成
除了視力以外沒一點優秀之處的無能副長官。
- 首席參事官 - 青柳文太郎
對青年官房長官相當友善的官員。
- 新總理 - 唐澤壽明
新内閣的年輕領導人。
- 冒險家 - 內藤剛志
獨自橫越太平洋的人士。
- 共和國劇團團長 - 小原雅人
個性獨特，是總理千金交往的對象。
- 情夫 - 風間杜夫
總理夫人外遇的對象，其實目的是想騙夫人的財產。

## 制作人员
- 企画 : 石原隆、小川泰
- 制作人 : 関口静夫
- 脚本 : 三谷幸喜
- 演出 : 鈴木雅之、河野圭太、平野眞
- 音楽 : 服部隆之
- 撮影 : 川田正幸
- 演出補 : 宇田川尚良、谷口和彦
- 記録 : 奥康代、山本明美